# Versus Battle
Versus Battle (лат. versus — против; англ. battle — бой, битва) — российское интернет-шоу на YouTube в жанре рэп-баттлов, аналог зарубежных проектов Don’t Flop и King of the Dot, в котором участники — исполнители рэпа и хип-хопа — соревновались живым словесным выступлением.
Создатели — Ян Окатов и Александр Тимарцев, последний долгое время был ведущим баттлов.

## История и описание

### Начальный период
Выходил периодически с 1 сентября 2013 года по воскресеньям или средам. Тизер интернет-баттла «Versus Battle» появился на официальном канале 25 августа 2013 года. Основным местом проведения был бар «1703» в Санкт-Петербурге. На 2017 год площадка насчитывала четыре сезона и одно межсезонье. На канал интернет-шоу подписано более четырёх миллионов человек. Versus Battle победил в общественном голосовании «Hip-hop.ru Awards 2013» в номинации «Событие года 2013». С декабря 2016 года выходил новый формат поединков на музыкальных битах — Versus BPM.
Кроме основных выпусков, существовало два спин-офф-проекта:
- Versus: Fresh Blood («Versus: Свежая кровь»), в рамках которого принимали участие по типу турнирной таблицы начинающие и малоизвестные рэп и хип-хоп-исполнители. В рамках проекта прошло четыре сезона. Победитель получал денежный приз: в первом и втором сезонах приз составлял 100.000 рублей, в третьем — 200.000 рублей. Весной 2018 года стартовал «Versus Fresh Blood 4: Война Стилей», в котором соревновались команды Смоки Мо и Оксимирон. Денежный приз в четвёртом сезоне составлял 1.000.000 рублей, но получала его не вся команда, а по-прежнему победитель сезона[2].
- Versus X #SlovoSPB, насчитывающий два сезона, где представители площадки Versus соревнуются с представителями другой петербургской баттл-площадки — #SlovoSPB.

### Время расцвета и пик популярности
В апреле 2015 года баттл Oxxxymiron vs Johnyboy набрал один миллион просмотров и вошёл в историю мирового хип-хопа как самый просматриваемый баттл за сутки. 21 марта 2016 года этот рекорд побил баттл видеоблогеров Юрия Хованского и Дмитрия Ларина, за сутки набравший более двух с половиной миллионов просмотров. В июне 2016 года баттл Oxxxymiron’а против ST обогнал по просмотрам самую популярную в США рэп-битву на Summer Madness 2 между Loaded Lux и Calicoe.
В апреле 2017 года BPM-баттл видеоблогеров Эльдара Джарахова и Дмитрия Ларина за 24 часа после выхода набрал 7,7 миллиона просмотров. 14 августа того же года вышел рэп-баттл между Оксимироном и Гнойным, который побил этот рекорд, набрав более 9,1 миллиона просмотров за первые сутки после публикации.

### 2018—2019: спад популярности
В 2018 году начался постепенный спад популярности проекта. После краткосрочной блокировки из-за рекламы букмекерских контор осенью 2018 года с площадки уходят многие рекламодатели, в том числе БК Леон, проект лишается значительной части дохода. Два сезона 2018—2019 годов (Versus Fresh Blood 4: Война стилей и Versus Playoff) были подвергнуты критике за низкое качество баттлов и их организацию, к 2020 году рэп-баттлы перестали быть интересны широкой общественности в силу отсутствия значимых противостояний, а количество просмотров резко сократилось.

### Кризис и закрытие
В начале 2020 года Тимарцев заявляет о финансовых трудностях и фактическом банкротстве, о сложной ситуации с баттлами и о планах запуска новых проектов, не связанных с баттлами. Анонсированный 14 марта 2020 года новый сезон проекта в виде командного турнира уже 18 марта был перенесён на неопределённый период из-за пандемии коронавируса.
1 мая 2020 года Тимарцев подтвердил в твиттере, что больше не является ведущим Versus Battle. Последний сезон проекта, начатый в октябре 2020 года уже без Тимарцева, подвергался критике и характеризовался низким количеством просмотров и завершился 14 февраля 2021 года. В октябре 2022 года Тимарцев заявил, что не скучает по шоу и возрождать его не планирует.
Осенью 2022 года ходили слухи о возможном проведении баттла между Оксимироном и Моргенштерном в связи с их конфликтом. Несмотря на то, что возможное проведение баттла было затруднено тем, что они оба были признаны иноагентами и находились за пределами России, Ресторатор, который сам уехал из России, считал проведение баттла возможным в Турции, но в конечном итоге баттл так и не состоялся.
В декабре 2023 года все выпуски на YouTube-канале были скрыты после задержания 17-летнего рэпера Ислама Закирова, который в одном из выпусков баттла зачитал строчку про «избиение русской беременной женщины».

## Схема баттлов
Традиционный баттл проходил без микрофонов и сопровождающего бита. Перед самим баттлом каждого из участников снимали по отдельности, где они представлялись, рассказывали о себе, о своём будущем оппоненте и о личном мнении о нём. Участники заранее заготавливали текст на три раунда, который они читали по очереди, стоя лицом к лицу с оппонентом. После этого трое (иногда пятеро) судей отдавали свои голоса тому или иному участнику. В первом сезоне после объявления ведущим победы того или иного участника судьи друг за другом давали мини-интервью, где объясняли причину своего выбора, а участники рассказывали о своих впечатлениях от баттла.
Баттлы формата Main Event (открытое мероприятие) проходили выступлением участников друг против друга на сцене или под открытым небом с микрофоном, а победителя определял голос зрительного зала.
В баттлах в формате BPM участникам состязания заранее был известен музыкальный бит, ими используется микрофон. Выступления состояли из трёх или двух раундов и проходили без судейского решения.

## Скандалы и инциденты

### Выступление Паши Техника на Main Event
Участник группы Kunteynir Паша Техник 11 апреля 2014 года на Main Event в Москве в клубе Volta в баттле против Брола вышел на сцену с кружкой пива и вылил его на первые ряды зрителей. В начале первого раунда Паша снял с себя штаны, выкрикивая оскорбления в сторону публики. На протяжении всего своего выступления он выкидывал в зрителей различные предметы, среди которых: соль для ванн, банан, фаллоимитатор, около шести дисков со своим альбомом и несколько бутылок воды. К выступлению, как он сам сказал, он не готовился, и показал зрителям чистый фристайл.

### Драки на Versus: Межсезонье
9 сентября 2014 года при съёмках «Versus: Межсезонье» произошло несколько драк. Юрий Хованский, неоднократно плохо отзывавшийся о творчестве Noize MC, несколько раз получил от него по лицу.
Бывший участник группы «Грехи отцов» Galat был избит питерским рэпером D.Masta. Конфликт длился полтора года, когда D.masta «дал лещей»[уточнить] всем участникам группы «Грехи отцов» за нелестные высказывания о нём. Во время баттла D.Masta перебивал и мешал баттлить своему оппоненту. В конце баттла D.Masta ударил Галата за цитату
И знай, я ждал тебя год, и тогда со сцены я не читал этих строк! Так что, кто, блядь, D.Masta? Я ебал тебя в рот!Galat

### Конец II сезона Versus Battle
В последнем баттле сезона должны были сражаться Артём Татищевский и ТрикоПюшон, но последний не явился на мероприятие и получил автоматическое поражение — 0:3.

### Цензура
В баттле «Versus X #SlovoSPB — Эрнесто Заткнитесь X Гнойный», опубликованном 27 июля 2016, впервые появилась цифровая цензура. Моменты упоминания бывшего главы Чечни Ахмата Кадырова, патриарха Кирилла и «несуществующих украинцев» были покрыты помехами.
Модерация в баттлах постепенно появляется. Если вначале мы провозглашали свободу слова, то сейчас — ай-ай-ай, иногда сверху пальчиком грозим. Тем более в Twitter на нас стали подписываться люди из каких-то надзорных ведомств. Мы стараемся не шутить про первых лиц государства: если шутка того не стоит, лучше не надо. Из песни слов не выкинешь, и цензурировать баттл не станут, но это не наш формат: в политику нам лучше не лезть.Александр Тимарцев (Ресторатор), организатор Versus Battle
В некоторых следующих баттлах также применяется цензура (Лёха Медь VS Seimur).

### Блокировка Роскомнадзором
15 декабря 2016 года видео баттла «Oxxxymiron VS ST» с 15 млн просмотров, включённое несколькими днями ранее Google в число самых популярных поисковых запросов у русскоязычной аудитории, оказалось заблокированным на YouTube на территории Российской Федерации «по требованию государственных органов». Роскомнадзор объяснил, что блокировка вызвана борьбой ФНС с букмекерскими конторами:
На YouTube — прямые ссылки на сайт нелегальной букмекерской конторы, где уже всё подряд: и информация, как сделать ставку, и электронные платёжные системы, и так далее. Это всё запрещено по закону.Вадим Ампелонский, пресс-секретарь Роскомнадзора
Весной 2017 года видео вновь стало доступным к просмотру на территории России.

### Блокировка на Youtube
20 сентября 2018 года канал Versus был заблокирован на YouTube за «многократное нарушение правил сообщества», но позже был разблокирован.

### Финал PLAYOFF
29 декабря 2019 года на канале был выложен финал Versus PLAYOFF, где встретились Palmdropov и Райтраун. Palmdropov начал баттл раундом, где в оскорбительной форме рассказывал об отношениях девушки оппонента с другим МС. Это вызвало бурную реакцию зала, после этого Райтраун не захотел продолжить баттл и ушел. Позже в интервью порталу The-Flow Райтраун объяснил свой поступок нарушением договоренностей между ним и оппонентом перед началом баттла, однако Palmdropov опроверг его слова, заявив, что заранее предупреждал оппонента о том, что отнесется к баттлу серьёзно

## Список победителей и участников сезонов Versus
Порядок участников распределён в зависимости от набранных побед и очков в ходе турнирного сезона.
| Победитель                           | Участники | Годы проведения турнира | Сезон         |
| ------------------------------------ | --- | ----------------------- | ------------- |
| Alphavite                            | Эрнесто Заткнитесь, Redo, Lodoss, Mytee Dee, Эмио Афишл, Niggarex, KD the Stranger, Woodbacker, Илья Мирный, Zoo in Space, Тот Самый Коля                                                    | 2014 — 2015             | Fresh Blood   |
| Хип-Хоп Одинокой Старухи             | Букер Д.Фред, Rickey F, Млечный, Лёха Медь, MC MoonStar, Narek, Sin | 2015 — 2016             | Fresh Blood 2 |
| Teeraps                              | МЦ Похоронил, Сын Проститутки, Электромышь, Halloween, Райтраун, Plant, Миша Конфуз/Максим PARoVoZ                                                                                           | 2016 — 2017             | Fresh Blood 3 |
| Palmdropov                           | Пиэм, Династ, Paragrin, VityaBoVee, Браги, LeTai, Miles, N’rage, Микси, J.Makonnen, Sawyer                                                                                                   | 2018 — 2019             | Fresh Blood 4 |
| Palmdropov                           | Райтраун, Alphavite, МЦ Похоронил, Млечный, Электромышь, Хип-Хоп Одинокой Старухи, Лёха Медь, Эрнесто Заткнитесь, Paragrin, Halloween, Майти Ди, Сын Проститутки, Miles, Династ, Эмио Афишл. | 2019                    | Playoff       |
| Хип-Хоп Одинокой Старухи & Abbalbisk | МЦ Похоронил & Halloween, Palmdropov & Коснарт, Юля Kiwi & Корифей, Шумм & Браги, Майти Ди & Obe 1 Kanobe, Керамбит & АО, Sector & Пиэм                                                      | 2020 — 2021             | Team + Up     |

## Примечание
1. ↑  Hip-Hop.Ru Awards 2013 > Русский Рэп Событие года. Hip-hop.ru. Дата обращения: 12 апреля 2014. Архивировано 23 октября 2014 года.
2. ↑  Новый сезон Versus Fresh Blood проходит в форме противоборства команд Смоки Мо и Oxxxymiron. the-flow.ru (12 ноября 2017). Дата обращения: 13 ноября 2017. Архивировано 13 ноября 2017 года.
3. ↑  Баттл Oxxxymiron и Johnyboy за сутки набрал миллион просмотров. The-Flow.ru. Дата обращения: 8 июля 2020. Архивировано 11 июля 2020 года.
4. ↑  Менее чем за сутки баттл Хованского и Ларина набрал 2 миллиона просмотров | RAP.RU. www.rap.ru. Дата обращения: 8 июля 2020. Архивировано 10 июля 2020 года.
5. ↑  Russian Rap Battle Between Oxxxymiron & ST Does Record-Breaking Numbers On YouTube. Дата обращения: 25 июля 2016. Архивировано 25 июля 2016 года.
6. ↑  Оксимирон и ST обогнали по просмотрам самую популярную в США рэп-битву. Дата обращения: 25 июля 2016. Архивировано 2 июля 2016 года.
7. 1 2  История офлайновых баттлов в России: от первого Slovo до последнего Versus. Афиша. Дата обращения: 9 августа 2020. Архивировано 8 августа 2020 года.
8. 1 2  «Я должен девять с половиной миллионов»: как основатель Versus Battle лишился бизнеса и зачем запустил реалити-шоу. Forbes. Дата обращения: 27 февраля 2025.
9. ↑  Баттл-рэп умер и вот почему: 5 фактов о смерти жанра. Дата обращения: 13 марта 2020. Архивировано 5 декабря 2022 года.
10. ↑  Егор АРЕФЬЕВ | Сайт «Комсомольской правды». «Исдох» ли русский баттл-рэп: Что изменилось за два года с «исторического» баттла Оксимирон-Гнойный. kp.ru - Сайт «Комсомольской правды» (14 августа 2019). Дата обращения: 21 августа 2020. Архивировано 26 октября 2019 года.
11. ↑  Баттлу Оксимирона и Гнойного уже год. 3 последствия великой дуэли. Life.ru. Дата обращения: 21 августа 2020. Архивировано 19 января 2021 года.
12. ↑  Ресторатор: "Мне все надоело, хочу начать сначала". The-Flow.ru.
13. ↑  Турнир Versus Team Up перенесли. The-Flow.ru (18 марта 2020).
14. ↑  Ресторатор подтвердил, что больше не ведет Versus. The-Flow.ru. Дата обращения: 10 мая 2020. Архивировано 1 мая 2020 года.
15. ↑  Ресторатор подтвердил, что больше не является ведущим Versus. Афиша. Дата обращения: 20 мая 2020. Архивировано 8 мая 2020 года.
16. ↑  Versus без Ресторатора умирает – на батлах мёртвый зал, а у роликов слабые просмотры. Площадку уже не спасти? Палач (18 декабря 2020).
17. ↑  «Я очень подхожу для мобилизации — и не очень люблю умирать» Рэпер Александр Тимарцев (Ресторатор) сделал Versus одним из главных символов Петербурга, а теперь уехал в Ереван из-за войны. Вот его интервью. Meduza. Дата обращения: 14 октября 2022. Архивировано 14 октября 2022 года.
18. ↑  Моргенштерн вызвал Оксимирона на Versus. The-Flow.ru (14 декабря 2022).
19. ↑  Конфликт Оксимирона * и Моргенштерна * возродит Versus? Ресторатор готов провести батл. Палач (13 ноября 2022).
20. ↑  Проект Versus и другие рэп-баттл площадки скрыли свои видео на YouTube. РБК (19 декабря 2023). Дата обращения: 5 сентября 2024. Архивировано 22 апреля 2024 года.
21. ↑  Появился новый выпуск Versus: Паша Техник против Брола | RAP.RU. www.rap.ru. Дата обращения: 8 июля 2020. Архивировано 8 июля 2020 года.
22. 1 2 3  5 вещей, которые случились на съемках "Versus: Межсезонье". the-flow.ru (9 сентября 2014). Дата обращения: 8 января 2018. Архивировано 11 сентября 2014 года.
23. ↑  Сергей Зиновьев. Комик и блогер Юрий Хованский подрался с Noize MC. Комсомольская правда. Дата обращения: 8 июля 2020. Архивировано 10 июля 2020 года.
24. ↑  Афиша Волна: 12 стычек года: Дидди против Дрейка, Снуп Догг против Игги Азалии и другие. Афиша. Дата обращения: 3 сентября 2020. Архивировано 20 сентября 2020 года.
25. ↑  Первый выпуск «Versus: Межсезонье»: D.Masta против Galat | RAP.RU. www.rap.ru. Дата обращения: 8 июля 2020. Архивировано 13 июля 2020 года.
26. ↑  VERSUS #8 (сезон II): Артем Татищевский VS ? Дата обращения: 8 июля 2020. Архивировано 1 августа 2020 года.
27. ↑  На Versus Battle зацензурировали слова о патриархе Кирилле и Кадырове. Дата обращения: 16 декабря 2016. Архивировано 20 декабря 2016 года.
28. ↑  Кто и как делает рэп-баттлы в Петербурге Архивная копия от 20 декабря 2016 на Wayback Machine — The Village
29. ↑  Вышел новый VERSUS из «Газгольдера»: Seimur VS Лёха Медь | RAP.RU. www.rap.ru. Дата обращения: 8 июля 2020. Архивировано 8 июля 2020 года.
30. ↑  В Роскомнадзоре объяснили блокировку ролика Versus-баттла борьбой ФНС с букмекерскими конторами Архивная копия от 20 декабря 2016 на Wayback Machine — TJ
31. ↑  Ролик с Versus-баттлом рэперов Oxxxymiron и ST заблокировали в России Архивная копия от 20 декабря 2016 на Wayback Machine — TJ
32. ↑  Баттл Оксимирона и СТ разблокировали в России — Офтоп на TJ. TJ. Дата обращения: 8 июля 2020. Архивировано 9 июля 2020 года.
33. ↑  Дошумелись: YouTube удалил канал Versus Battle за обман. Газета.Ru. Дата обращения: 8 июля 2020. Архивировано 16 сентября 2019 года.
34. ↑  В финале VERSUS PLAYOFF встретились Palmdropov и Райтраун. Один из них ушёл с баттла после 1 раунда оппонента | RAP.RU. www.rap.ru. Дата обращения: 8 июля 2020. Архивировано 10 июля 2020 года.
35. ↑  "Оксимирон уже не спасет баттлы": Райтраун о скандале на финале Versus, радио и разочарованиях. https://the-flow.ru. Дата обращения: 22 ноября 2021. Архивировано 22 ноября 2021 года.
36. ↑  «Финал с Райтрауном стыдно даже выиграть» — первое интервью [[Palmdropov]] о победе на Versus Playoff. https://vsrap.ru. Дата обращения: 22 ноября 2021. Архивировано 22 ноября 2021 года.